# Dishonored
Dishonored er et 2012-action-adventure-videospil udviklet af Arkane Studios og udgivet af Bethesda Softworks. Spillet foregår i den fiktive, pest-inficerede, industrielle by Dunwall, hvor historien følger Corvo Attano, livvagt til kejserinde på øerne. Han er beskyldt for hendes mord og tvunget til at blive en snigmorder og søg hævn over dem, der samspillede imod ham. Corvo er hjulpet i hans mission af loyalisterne - en modstandsgruppe der kæmper for at genvinde Dunwall og af ”The Outsider”, et stærkt væsen, som giver Corvo med magiske evner. Flere berømte skuespillere, herunder Susan Sarandon, Brad Dourif, Carrie Fisher, Michael Madsen (skuespiller), Lena Headey og Chloë Grace Moretz gav stemmearbejde til spillet.
Spillet spilles fra et førstepersons perspektiv og giver spilleren mulighed for at foretage en række mordmissioner på en forskellige måder, med vægt på spillerens valg. Missionerne kan gennemføres gennem snig, kamp eller en kombination af begge. At udforske hvert niveau åbner nye veje og alternativer til opnåelse af missionsmålet, og det er muligt at afslutte alle missioner ved eliminering af alle Corvos mål på en ikke-dødelig måde. Historien og missionerne ændres som reaktion på spillerens voldelige handlinger eller mangel herpå. Magiske evner og udstyr er designet til at blive kombineret for at skabe nye og varierede effekter.
Under sine tre år i produktion blev flere versioner af Dishonored udviklet. Før skabelsen af Dunwall-inspireret af slutningen af det nittende århundrede i London og Edinburgh – blev spillet sat til at finde sted i et middelalderligt Japan og det syttende århundrede i London. Under udvikling opdagede testspillere metoder til at udnytte de tilgængelige beføjelser og evner til at opnå uventede resultater; I stedet for at begrænse disse teknikker forsøgte designerne at omdanne niveauer for at imødekomme dem. Dishonoreds musik blev produceret af komponisten Daniel Licht til at repræsentere London i det nittende århundrede.
Dishonored modtog positive anmeldelser, med fokus på missionernes individuelle fortællinger og friheden til at fuldføre dem. Kritikken faldt på den overordnede fortælling, som blev betragtet som forudsigelig, og problemer med at kontrollere spillerens karakter. Spillet vandt flere priser, herunder 2012 Spike Video Game-prisen for Best Action-Adventure Game og 2013 BAFTA-prisen for Best Game, og blev gentagne gange anerkendt som det bedste action-eventyrspil 2012 og et af årets bedste spil. Dishonored blev oprindeligt udgivet den 9. oktober 2012 for Microsoft Windows, PlayStation 3 og Xbox 360 og blev senere suppleret med yderligere indhold med fokus på morderen Daud og hans søgen efter heksen Delaila. PlayStation 4- og Xbox One-versioner af spillet blev udgivet i august 2015, og en efterfølger, Dishonored 2, blev udgivet i november 2016.